# David Alvarez
David Alvarez-Gonzalez (Montréal, 11 maggio 1994) è un attore, cantante e ballerino canadese.

## Biografia
David Alvarez è nato a Montreal nel 1994, figlio del professore di biologia e chimica David Alvarez-Carbonell e dell'attrice Yanek Alvarez. Alvarez crebbe parlando francese e spagnolo, apprendendo l'inglese soltanto in un secondo momento. Durante l'infanzia si trasferì a San Diego con la famiglia dopo che il padre fu assunto dal Scripps Research Institute. Dopo essersi trasferito in California, Alvarez cominciò a studiare danza classica e nel 2005 ottenne una borsa di studio per l'American Ballet Theatre (ABT), trasferendosi così a New York con i genitori. Durante la formazione con l'ABT, Alvarez ebbe modo di danzare in ruoli minori negli allestimenti della compagnia de Lo schiaccianoci al Kennedy Center e de La bella addormentata al Metropolitan Opera House. Parallelamente studiò anche pianoforte alla 92nd Street Y.
È uno dei tre giovani attori che nel 2008 ha interpretato Billy Elliot nell'omonimo musical tratto dal celebre film di Stephen Daldry a Broadway; per la loro interpretazione, Alvarez e gli altri due ballerini hanno vinto il Theatre World Award, l'Outer Critics Circle Award e il Tony Award al miglior attore protagonista in un musical. Dopo il successo a Broadway, Alvarez si arruolò nell'esercito statunitense, servendo nella 25th Infantry Division per trenta mesi. Nel 2014 tornò a danzare a Broadway nel musical di Leonard Bernstein On The Town. Nel 2021 invece ha fatto il suo debutto cinematografico nel film di Steven Spielberg West Side Story, in cui interpreta il co-protagonista Bernardo.

## Filmografia

### Cinema
- West Side Story, regia di Steven Spielberg (2021)

### Televisione
- American Rust - Ruggine americana (American Rust) – serie TV, 19 episodi (2021-2024)
- Étoile – serie TV, 8 episodi (2025)

## Doppiatori italiani
Nelle versioni in italiano delle opere in cui ha recitato, David Alvarez è stato doppiato da:
- Fabrizio De Flaviis in West Side Story
- Davide Perino in American Rust - Ruggine americana
- Andrea Mete in Étoile